# Stora Ekeberg och Skara sommarland
Stora Ekeberg och Skara sommarland är en bebyggelse kring Stora Ekeberg och Skara sommarland belägen norr om Axvall i Skärvs socken i Skara kommun. Från 2015 avgränsar SCB här en småort.